# Луко Захариев
Луко Захариев Цончев е български литературен критик и историк.

## Биография
Роден е на 24 ноември 1945 година в софийското село Каменица. Завършва българска филология в Софийския държавен университет.
След завършване на висшето си образование работи в Радио София, издателство „Народна младеж“, вестник „Пулс“, вестник „АБВ“. Главен редактор е на вестник „Македония“. Основател и стопанин на издателска къща „Стрелец“.
Умира през 2005 година.